# 斎藤夏美
斎藤 夏美（さいとう なつみ、1989年7月25日 - ）は、日本の女性ファッションモデル。大阪府出身。本名同じ。イデア所属。

## 略歴
龍谷大学文学部英語英米文学科卒業。2008年12月に「University Kansai2008」で準グランプリ、2011年に「神戸コレクション」モデルオーディションで準グランプリを受賞。
2012年から東京ヤクルトスワローズの公認サポーターを務め、同年11月に2013年度の三愛水着イメージガールに就任。同時に芸名を斎藤夏美から夏美に改名。
2013年4月9日、東京ドームで行われた「北海道日本ハムファイターズ×東北楽天ゴールデンイーグルス戦」の始球式に三愛水着イメージガールとして水着姿で登場し、ノーバウンド投球を見せる。

## 人物
- 趣味：旅行、お菓子作り、サーフィン、釣り、UFO関連話
- 特技：歌、英語、スポーツ[4]

## 出演

### テレビ
- SWALLOWS BASEBALL L!VE（2012年 - 2014年 、フジテレビONE）公認サポーター
- 東京上級デート（2013年3月6日、テレビ朝日）＃46　両国・横網
- 近キョリ恋愛〜Season Zero〜（2014年8月17日、episode 5、日本テレビ）
- ガーリーボート（2014年10月5日 - 、サンテレビ）
- 住んでる人が見たい！世界の超絶景ハウス（テレビ東京）
- シリタイーノ（BSフジ）
- The Unseen Dream（テレビ神奈川・サンテレビ）
- ダウンタウンDX（日本テレビ）
- 日曜×芸人（テレビ朝日）
- ツボ娘（TBS）
- ハシゴマン（東京MX)
- 久保ヒャダこじらせナイト（フジテレビ）
- もってる!? モテるくん（読売テレビ）
- カイモノラボ（TBS）
- 美少女ヌードル（テレビ朝日）
- DRESS（毎日放送）
- テラスハウス（2016年2月 - 6月、フジテレビ・Netflix）
- 旅してHappy（2016年9月 - 10月、BS日テレ（BS日テレ）

### CM・広告
- 牛角「男牛角」
- 日本コカ・コーラ「い・ろ・は・すサイダー」

## 書籍

### 雑誌連載
- JJ（2011年 - 2014年、光文社）
- 週刊プレイボーイ（2012年11月19日売号、集英社）
- 週刊アスキー（2012年11月27日、メディアワークス）
- 週刊文春（2013年1月売号、文藝春秋）
- 週刊ポスト（2013年1月売号、小学館）
- BOMB（2013年2月号、学研）
- CIRCUS（2013年2月号、KKベストセラーズ）